# Ornans
Ornans là một xã trong vùng hành chính Franche-Comté, thuộc tỉnh Doubs, quận Besançon (quận), tổng Ornans. Tọa độ địa lý của xã là 47° 06' vĩ độ bắc, 06° 08' kinh độ đông. Ornans nằm trên độ cao trung bình là 330 mét trên mực nước biển, có điểm thấp nhất là 323 mét và điểm cao nhất là 635 mét. Xã có diện tích 32.64 km², dân số vào thời điểm 1999 là 4.037 người; mật độ dân số là 124 người/km².

## Thông tin nhân khẩu
| 1962  | 1968  | 1975  | 1982  | 1990  | 1999  |
| ----- | ----- | ----- | ----- | ----- | ----- |
| 3.619 | 4.147 | 4.231 | 4.134 | 4.016 | 4.037 |

## Địa điểm tham quan
- Nhà thờ từ thế kỉ thứ 16.
- Di tích của lâu đài (thế kỉ thứ 13), và nhà thờ Saint-Georges trong lâu đài (thế kỉ thứ 16).

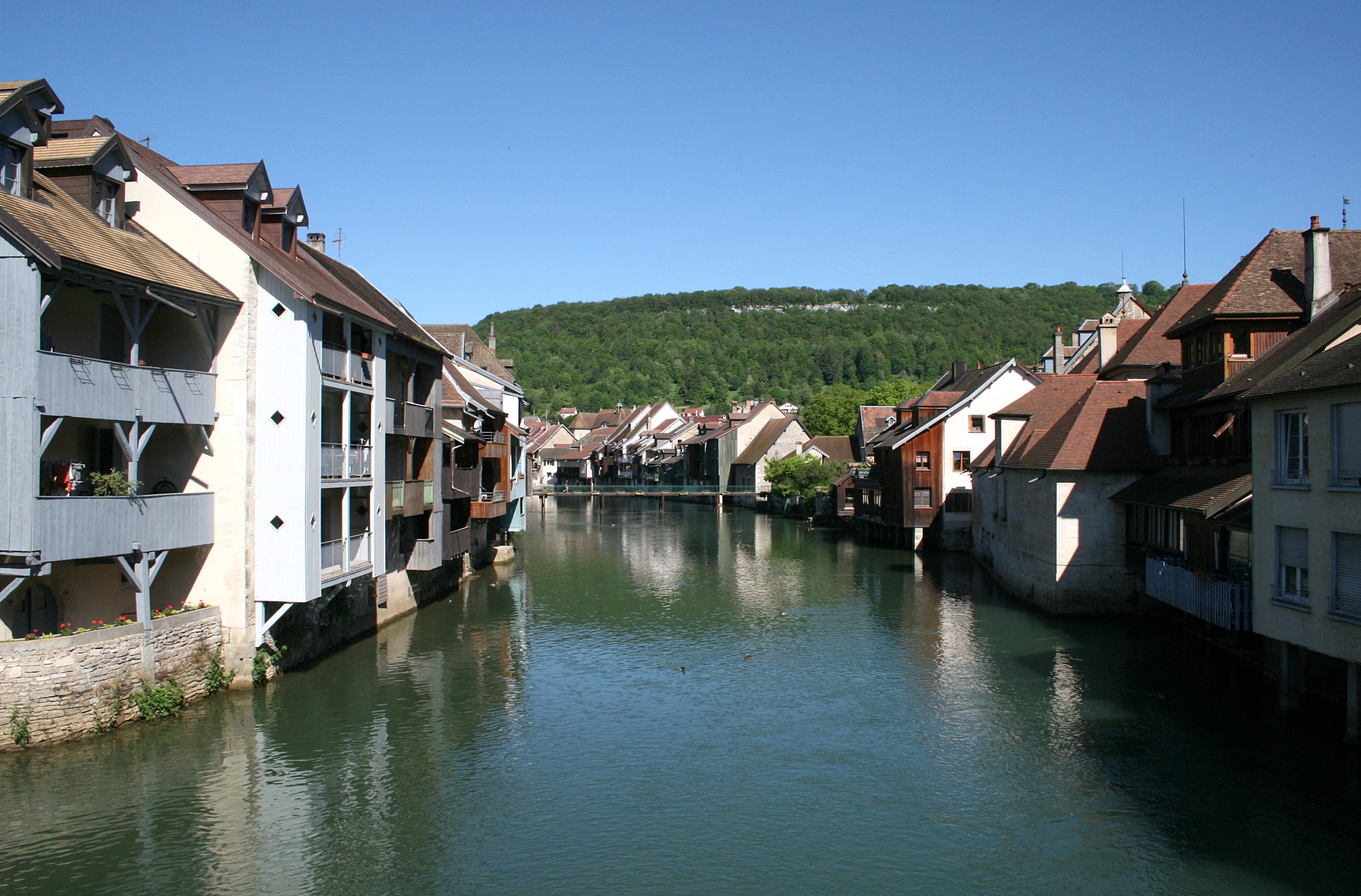
La Loue à Ornans
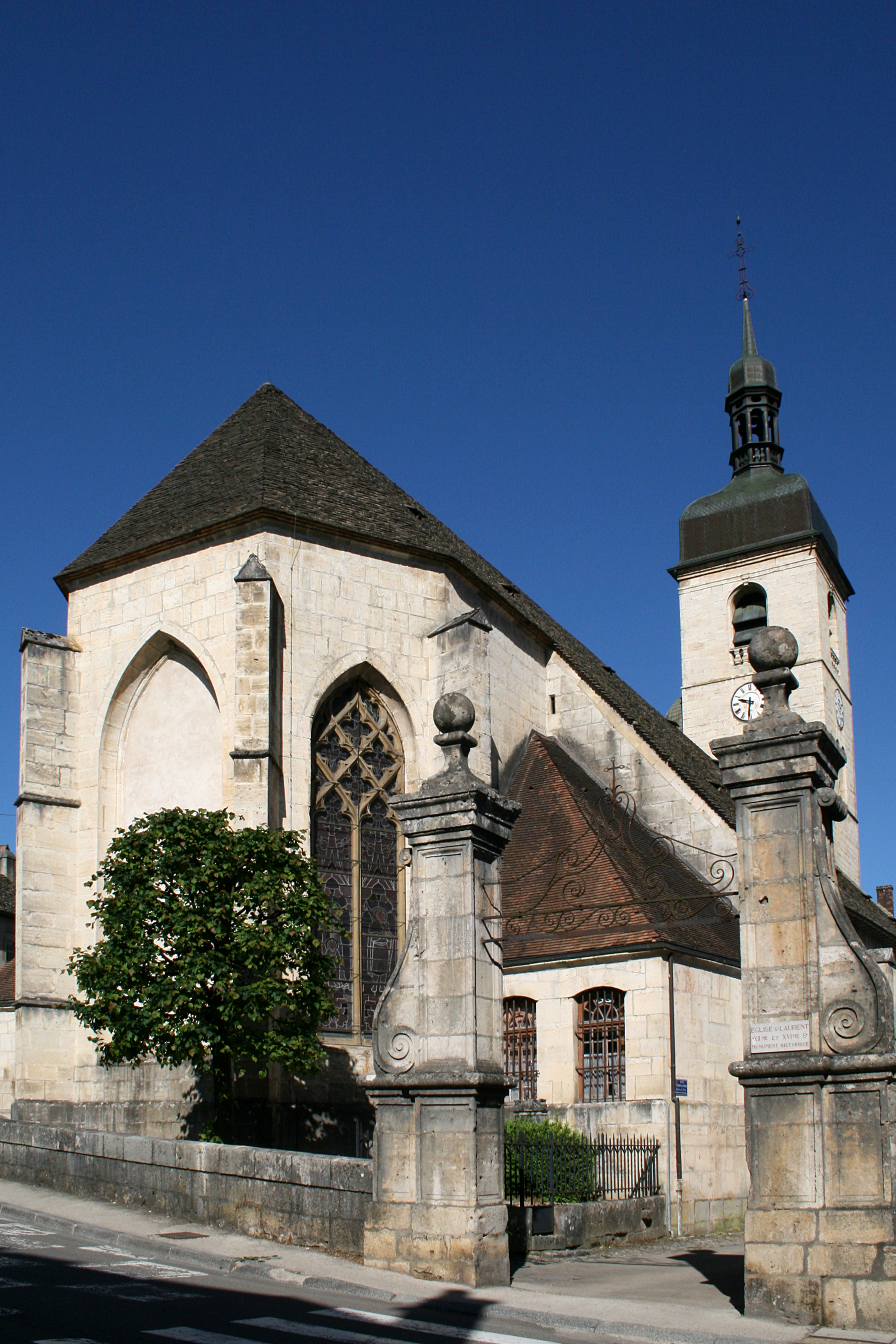
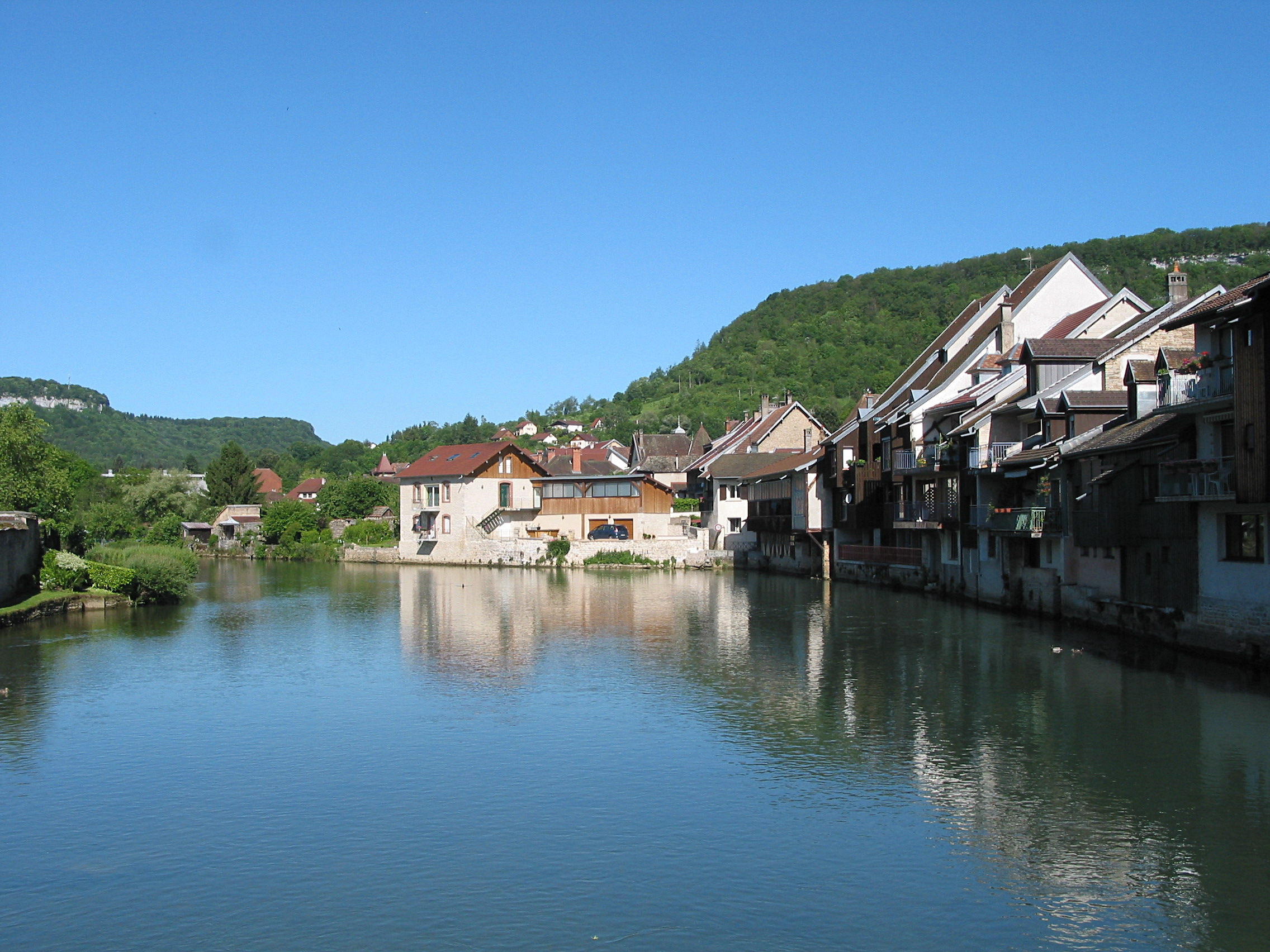
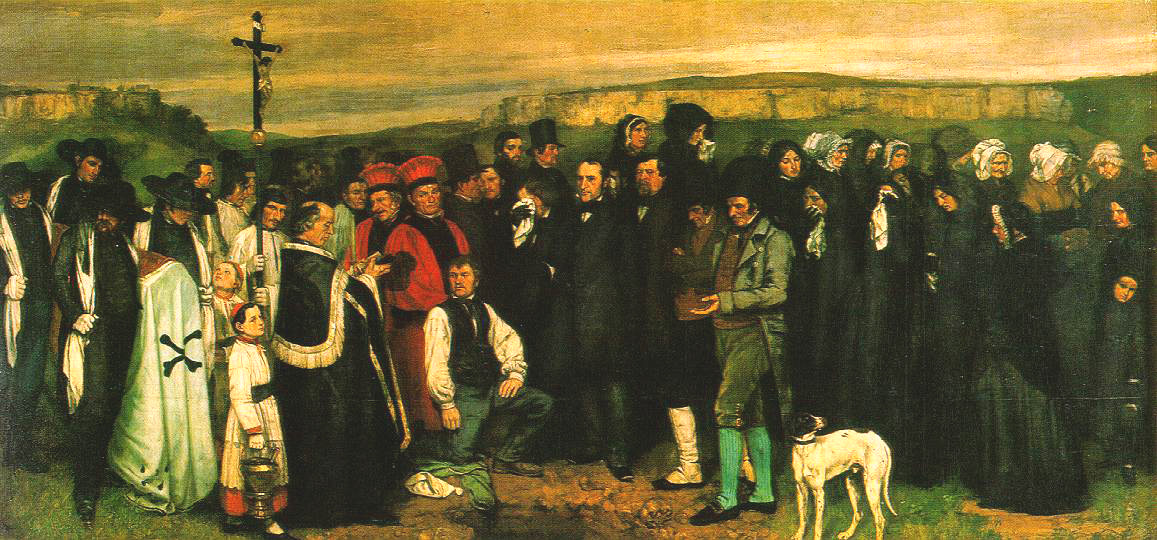
Gustave Courbet: Un enterrement à Ornans (1849)
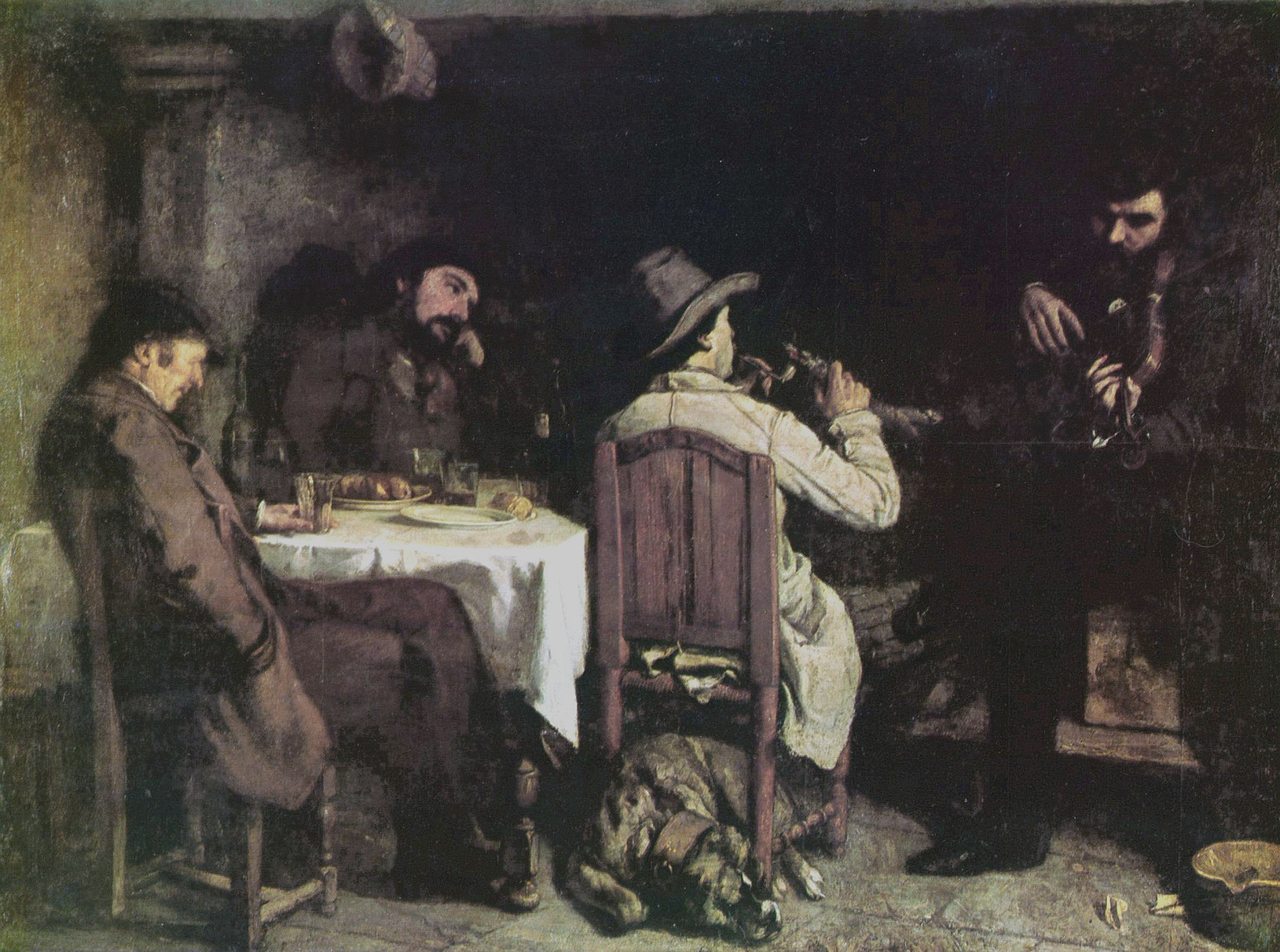
Gustave Courbet: Une après-dîner à Ornans (1849)
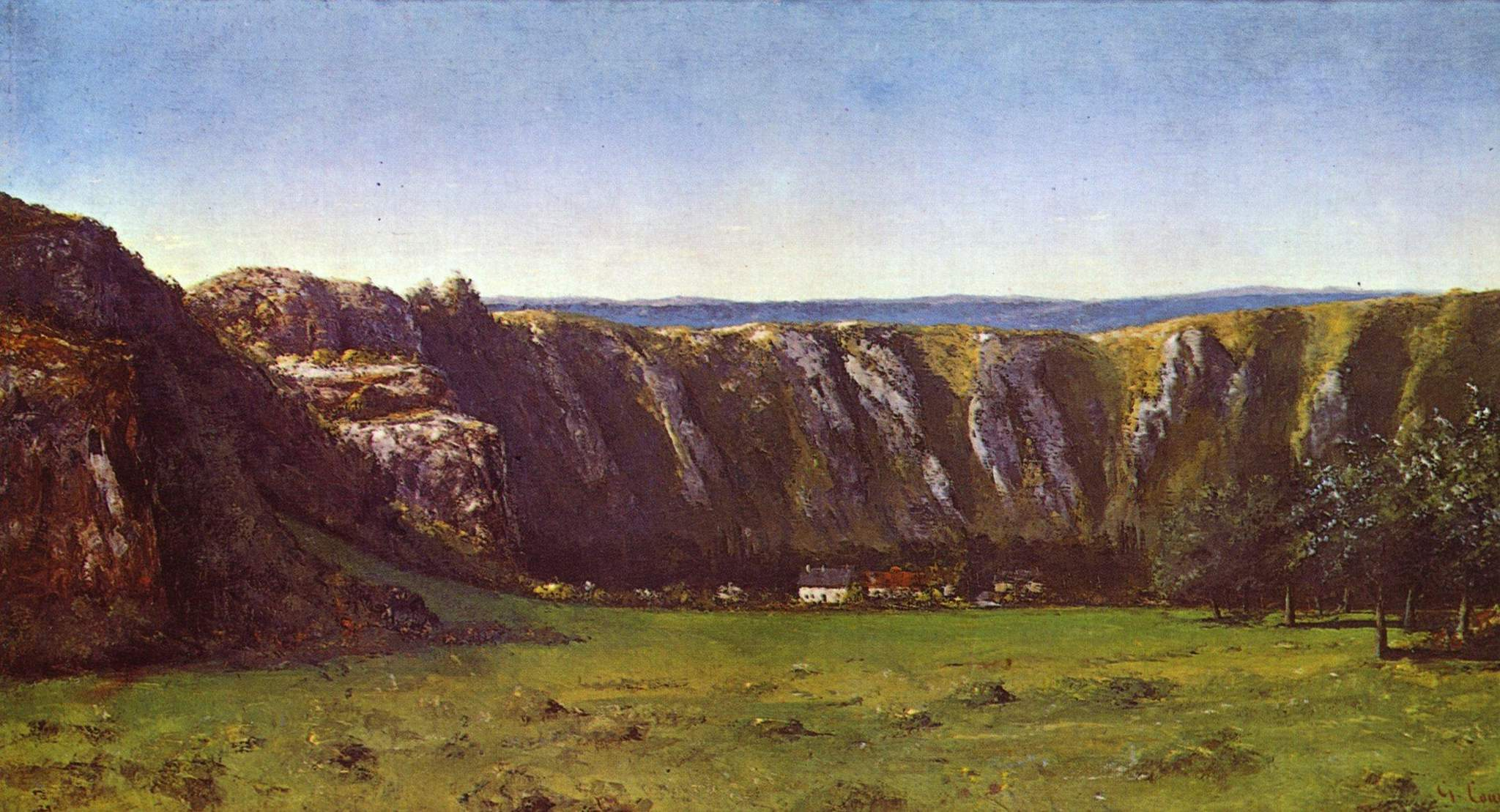
Gustave Courbet: La Roche de Dix Heures (1855)